# Eva Nowotny
Eva Nowotny (* 17. února 1944 Vídeň) je rakouská diplomatka, v současné době velvyslankyně ve Spojených státech. Předtím byla velvyslankyní ve Francii a u Britského královského dvora.

## Životopis
Od roku 1973 pracuje ve službách ministerstva zahraničí. Než nastoupila jako velvyslankyně ve Washingtonu, působila jako generální ředitelka pro evropskou integraci a ekonomiku na ministerstvu zahraničních věcí ve Vídni. Byla též vyslána do Káhiry a New Yorku, kde pracovala pro OSN.

V letech 1983–1992 působila jako poradce pro zahraniční politiku spolkových kancléřů Freda Sinowatze a Franze Vranitzkého.

Poté pracovala jako rakouská velvyslankyně ve Francii (1992–1997) a ve Spojeném království (1997–1999). Od září 2003 pracuje v USA.
Pro období 2009–2012 byla zvolena za předsedkyni rakouské komise UNESCO. Kromě toho je členkou představenstva Rakouské společnosti pro zahraniční politiku a Organizaci spojených národů (ÖGAVN), fóra Bruna Kreiského a rakouského výboru agentury CARE. Od prosince 2010 je také členkou poradního sboru Rakouské zahraniční služby, kde napomáhá především v oblasti Služby na památku holokaustu.

## Vyznamenání
V roce 2009 obdržela Vyznamenání za služby Rakouské republice.

## Osobní život
Manželem Evy Nowotny je bývalý diplomat a spisovatel Thomas Nowotny, který též přednáší o mezinárodních vztazích. Mají jednu dceru a dvě vnoučata.